# Constant Djakpa
Constant Tohouri Zahoui Djakpa (Abidjan, 17 ottobre 1986) è un ex calciatore ivoriano, di ruolo difensore.

## Carriera

### Nazionale
Ha partecipato alla Coppa delle nazioni africane 2008 e al campionato mondiale di calcio 2014.